# Stazione di Guindazzi
La stazione di Guindazzi è una stazione della ferrovia Circumvesuviana, sita nel comune di Pollena Trocchia. 
Trae il suo nome dall'omonima località, poco distante da Trocchia. 

## Storia
Fu inaugurata dopo il 1938.

## Strutture e impianti
Essendo una fermata, Guindazzi ha un solo binario con annessa banchina di ridotta larghezza. Il sito che ospita la fermata è contiguo a un passaggio a livello: tra questo e la banchina c'è un piccolo fabbricato viaggiatori, che ospita la biglietteria e la sala d'attesa.

## Servizi
- Biglietteria